# ۴۴۸ (پیش از میلاد)
۴۴۸ (پیش از میلاد) ۴۴۸مین سال قبل از تقویم میلادی است.